# Marie-Martine (actrice)
Pour les articles homonymes, voir Marie-Martine.
Marie-Martine est une actrice française spécialisée dans le doublage.

## Biographie
De son vrai nom Marie Vergracht, elle commence sa carrière très jeune dans Le Fruit défendu (1952) d'Henri Verneuil avec Fernandel. Elle post-synchronise ses propres scènes, certaines prises de son étant inexploitables, ce qui lui vaut d'être remarquée et de faire ses débuts dans le doublage , prêtant notamment sa voix à Kevin Corcoran enfant au cinéma entre 1957 et 1960. Parallèlement, elle intègre l'École du spectacle.
Devenue comédienne professionnelle, elle se spécialise dans le doublage à partir des années 1970. Elle participe ainsi à de nombreuses séries télévisées américaines célèbres : Dallas (Morgan Brittany), Desperate Housewives (Christine Estabrook), Nip/Tuck (Ruth Williamson), NCIS : Los Angeles (Linda Hunt).

## Filmographie

### Cinéma
- 1952 : Le Fruit défendu d'Henri Verneuil : une fillette du docteur[3]
- 2007 : Le Gigot de Thomas Ruat (court métrage)

## Doublage
Sources : RS Doublage, Planète Jeunesse et Doublage Séries Database

### Cinéma

#### Films
- Kevin Corcoran dans :
  - Fidèle Vagabond (1957) : Arliss Coates
  - Quelle vie de chien ! (1959) : Montgomery « Moochie » Daniels
  - Pollyanna (1960) : Jimmy Bean
  - Les Robinsons des mers du Sud (1960) : Franz Robinson
  - Le Clown et l'Enfant (1960) : Toby Tyler

- Rhea Perlman dans :
  - Beethoven : Une star est née ! (2008) : Patricia
  - I'll See You in My Dreams (en) (2015) : Sally
  - Pom Pom Ladies (en) (2019) : Alice
  - 13 : La Comédie musicale (en) (2022) : Ruth

- Fionnula Flanagan dans :
  - Les Larmes du soleil (2003) : Sœur Grace
  - Samantha's Child (en) (2004) : J. Lloyd Samuel
  - Bulletproof Gangster (2011) : Grace O'Keefe

- Gemma Jones dans :
  - Fragile (2005) : Mme Folder
  - Par-delà le bien et le mal (2008) : la mère
  - Patrick (2018) : Celia

- Celia Imrie dans :
  - St Trinian's : Pensionnat pour jeunes filles rebelles (2007) : Matron
  - St. Trinian's 2 (2009) : Matron
  - Duo d'escrocs (2013) : Penelope

- Ellen Burstyn dans :
  - La Dernière Séance (1971) : Lois Farrow
  - Pieces of a Woman (2020) : Elizabeth

- Miriam Margolyes dans :
  - La Petite Dorrit (1987) : Flora Finching
  - Maman, j'ai raté ma vie (2012) : Anita

- Amy Hill dans :
  - Soleil levant (1993) : Hsieh
  - Lilo et Stitch (2025) : Tūtū

- Janeane Garofalo dans :
  - Bye Bye Love (1995) : Lucille
  - Le Projet Laramie (2002) : Catherine Connolly

- Julie Walters dans :
  - Intimate Relations (1996) : Marjorie Beasley
  - Leçons de conduite (2006) : Evie Walton

- Pauline Collins dans :
  - Le Secret de Green Knowe (2009) : Mrs. Tweedle
  - Quartet (2012) : Cissy Robson

- Jan Hoag dans :
  - Wild (2014) : Annette
  - The Fabelmans (2022) : Nona

- Jill Jane Clements dans :
  - Free State of Jones (2016) : la tante Sally
  - The Banker (2020) : Mme Cooper

- Imelda Staunton dans :
  - Paddington 2 (2017) : la tante Lucy (voix)
  - Paddington au Pérou (2024) : la tante Lucy (voix)

- Rita Moreno dans :
  - Family Switch (2023) : Angelica
  - Tom Brady à tout prix (en) (2023) : Maura

- 1941 : Joies matrimoniales : Mme Custer (Lucile Watson) (redoublage 2009)
- 1955 : La Nuit du chasseur : Pearl Harper (Sally Jane Bruce (en))
- 1958 : La Chatte sur un toit brûlant : Dixie Pollitt (Patty Ann Gerrity)
- 1959 : Joyeux Anniversaire : Debbie Walters (Patty Duke)
- 1959 : Écoute ma chanson : Joselito (Joselito)
- 1960 : Le Masque du démon : Sonya (Germana Dominici)
- 1960 : Les Voyages de Gulliver : Glumdalclitch (Sherry Alberoni (en))
- 1963 : La Taverne de l'Irlandais : Lelani Dedham (Jacqueline Malouf)
- 1969 : Dernier Été : Rhoda (Catherine Burns)
- 1969 : Pookie : « Pookie » Adams (Liza Minnelli)
- 1971 : Les Proies : Janie (Patricia Mattick)[7]
- 1974 : L'Homme au pistolet d'or : Chuss Mwa (Françoise Therry)
- 1978 : L'Empire de la passion : Oshin (Masami Hasegawa)
- 1981 : Belle Époque : Doña Asun (Chus Lampreave)
- 1982 : Fanny et Alexandre : Petra Ekdahl (Maria Granlund)
- 1983 : Le Guerrier de l'espace : Aventures en zone interdite : Niki (Molly Ringwald)
- 1983 : Bonjour les vacances... : Audrey Griswold (Dana Barron)
- 1988 : Jumeaux : Miss Busby (Rosemary Dunsmore)
- 1990 : Tremors : Mindy Sterngood (Ariana Richards)
- 1995 : Halloween 6 : Debra Strode (Kim Darby)
- 1997 : The Castle (en) : Sally Kerrigan (Anne Tenney (en))
- 1998 : Sonia Horowitz, l'insoumise : Beggar Woman (Kathleen Chalfant)
- 1998 : Les Imposteurs : la reine voilée (Isabella Rossellini)
- 1999 : Dick : Les Coulisses de la présidence : Rose Mary Woods (Ana Gasteyer)
- 2000 : 28 jours en sursis : Deirdre (Judith Chapman)
- 2000 : Un amour de Borges (es) : Eleonora (Inda Ledesma)
- 2000 : In the Mood for Love : Mme Suen (Rebecca Pan)
- 2001 : Human Nature : la mère de Nathan (Mary Kay Place)
- 2001 : Évolution : Grace (Miriam Flynn)
- 2001 : Dream : Kathleen (Sinéad Cusack)
- 2001 : Allison Forever : Beverly Landers (Swoosie Kurtz)
- 2003 : Charlie's Angels : Les Anges se déchaînent ! : la mère supérieure (Carrie Fisher)
- 2003 : Bad Boys 2 : la psychologue de Marcus (Nancy Duerr)
- 2003 : Baltic Storm (en) : Elke Groat (Patrizia Moresco (de))
- 2005 : L'Interprète : Isobel (Francine Roussel)
- 2005 : Walk the Line : Maybelle Carter (Sandra Ellis Lafferty)
- 2007 : Shotgun Stories : Melissa (Vivian Morrison Norman)
- 2007 : An American Crime : Betty Likens (Romy Rosemont)
- 2009 : Droit de passage : la juge Freeman (Maree Cheatham)
- 2009 : Spring Breakdown : Judi (Rachel Dratch)
- 2009 : The Blind Side : Beth (Rhoda Griffis)
- 2010 : Trust : grand-mère Susan (Ruth Crawford)
- 2010 : Welcome to the Rileys : Charlene (Kathy Lamkin)
- 2011 : The Company Men : Lorna (Maryann Plunkett)
- 2011 : La Famille Pickler : Nancy (Phyllis Smith)
- 2011 : Largo Winch 2 : Miss Pennywinckle (Elizabeth Bennett (en))
- 2012 : Song for Marion : Brenda (Anne Reid)
- 2012 : Le Quatuor : Dr Nadir (Madhur Jaffrey)
- 2012 : Maman, j'ai raté ma vie : Amy (Nora Dunn)
- 2013 : Copains pour toujours 2 : Mme Lamonsoff (Georgia Engel)
- 2013 : Max Rose : Eva Rose (Claire Bloom)
- 2013 : Nebraska : la tante Martha (Mary Louise Wilson) (version cinéma)
- 2013 : Blue Jasmine : la femme dans l'avion (Joy Carlin)
- 2014 : God's Pocket : la tante Sophie (Joyce Van Patten)
- 2014 : Miss Sixty (de) : Doris Jansen (Carmen-Maja Antoni)
- 2014 : Mockingbird : Maman (Lee Garlington)
- 2015 : L'Amour par accident : la tante Rita (Kirstie Alley)
- 2016 : The Do-Over : Mme Kessler (Renée Taylor)
- 2016 : Une vie entre deux océans : Mme Hasluck (Elizabeth Hawthorne)
- 2017 : Split : la voisine (Ann Wood)
- 2017 : The Music of Silence : Zia Olga (Mariella Lo Sardo)
- 2017 : Les Trois Christs : Dr Abrams (Jane Alexander)
- 2018 : Father of the Year : Ruth (Mary Gillis)
- 2018 : Du miel plein la tête : Hilda (Jo Ashe)
- 2018 : Holmes et Watson : la reine Victoria (Pam Ferris)
- 2019 : Remember Me : Mme Marcos (Verónica Forqué)
- 2019 : Vivre deux fois (es) : Angustias (Mamen García (es))
- 2019 : The Climb : la grand-mère (Sondra James (en))
- 2020 : À tous les garçons : P.S. Je t'aime toujours : Stormy (Holland Taylor)
- 2020 : Malasaña 32 : Mme Ennora « Maruja » Dávalos (Concha Velasco)
- 2021 : Infinite : Garrick (Liz Carr (en))
- 2021 : Un château pour Noël : Helen (Tina Gray)
- 2022 : Glass Onion : Une histoire à couteaux tirés : Angela Lansbury (Angela Lansbury) (caméo)
- 2022 : Absolument royal ! : la reine Catherine (Teuila Blakely (en))
- 2023 : L'Amour en touriste (en) : Maya Conway (Alexa Povah)
- 2023 : Tu peux oublier ma bat-mitsva ! (en) : ? (?)
- 2023 : Dumb Money : Elaine Gill (Kate Burton)
- 2024 : Zéro pression : Halina Madej (Anna Seniuk (pl))
- 2024 : La Québécoise : Mamie Tremblay (Muriel Dutil)
- 2024 : Lonely Planet : Ada Dohan (Shosha Goren (en))

#### Films d'animation
- 1961 : Les 101 Dalmatiens : Rolly, Lucky, Penny, Biscotte et autres chiots
- 1986 : La Guerre des robots : Arcee, Starscream et Shrapnel
- 1988[n 1] : Le Tombeau des lucioles : la tante
- 1993 : Blanche-Neige et le Château hanté : Arc-en-ciel
- 1998 : Le Monde magique de la Belle et la Bête : Mimine, la gant rouge
- 2005 : Chicken Little : Tina, la maman alien
- 2006 : Barbie Fairytopia: Mermaidia : le poisson sage
- 2006 : The Wild : le premier bousier
- 2017 : Batman vs. Double-Face : la tante Harriet
- 2021 : Georges le petit curieux : Cap vers l'aventure : Gertrude
- 2021 : Retour au bercail : Jackie[n 2]
- 2024 : Vice-versa 2 : Nostalgie[n 3]

### Télévision

#### Téléfilms
- Christine Willes dans :
  - The Book of Ruth (2004) : DeeDee
  - Femmes d'exception (2006) : Dr Warner
  - Boule de neige (2007) : Joy
  - La Porte dans le noir (2008) : Robin
  - Dead Like Me : Life After Death (2009) : Delores Herbig
  - Un mariage sans fin (2015) : Margaret Lorenzo
  - Le Courrier de Noël (2018) : Martha

- Gabrielle Rose dans :
  - Un mariage à l'épreuve (2005) : Dell Carter
  - Une famille dans la tempête (2009) : Hannah

- Susan Ruttan dans :
  - Bobby, seul contre tous (2009) : Betty Lambert
  - Le Tueur en sommeil (2014) : Debra

- 1975 : La Nuit qui terrifia l'Amérique : une des filles Muldoon (Michelle Stacy)
- 1994 : L'Espoir d'une mère : la greffière (Melanie Nicholls-King)
- 1996 : Soupçons sur un champion : l'avocate (Teryl Rothery)
- 1997 : Un mariage d'amour : Ida Chomsky (Shannon Welles)
- 1998 : Secrets oubliés : Ellie Ramer (Mary Page Keller)
- 1999 : Atomic Train : l'assistante du président (Rebecca Toolan (en))
- 1999 : Docteur Quinn, femme médecin : Une famille déchirée : Dorothy Jennings (Barbara Babcock)
- 2000 : Le Prix du silence : Joanne Kilbourn (Wendy Crewson)
- 2000 : La Musique du bonheur : Mme Johnson (Robin Duke)
- 2001 : Un bébé pas comme les autres : Docteur Amanda Gordon (Mary Beth Hurt)
- 2003 : Le Sniper de Washington : 23 jours d'angoisse : la réceptionniste (Lorena Gale)
- 2005 : 12 chiens pour Noël : Delores (Bonita Friedericy)
- 2005 : La Colline aux adieux : Eva (Roberta Maxwell)
- 2005 : McBride : Secret médical : l'infirmière Williams (Karen Kondazian)
- 2006 : La Couleur du courage : Mme Jackson (Marcia Diamond)
- 2006 : Pour le cœur d'un enfant : Dr Ryan (Patricia Darbasie)
- 2006 : L'Intuition d'une mère : Helen Vedder (Karin Konoval)
- 2007 : Trois sœurs dans le Montana : Bess (Diane Ladd)
- 2007 : Le Jeu de la vérité : Rachel (Jillian Fargey)
- 2008 : Une drôle de livraison : l'hôtesse de l'air (Bonnie Berger)
- 2011 : Kate et William : Quand tout a commencé... : Celia (Victoria Tennant)
- 2011 : 9 mois et un coussin : Filomena Richter (Teresa Harder)
- 2012 : L'Intouchable Drew Peterson : Sofia (Romy Rosemont)
- 2012 : La Négociatrice : Mme Crane (Denise Fergusson)
- 2013 : Maternité à risque : Sydney (Lois Dellar)
- 2014 : Le Médaillon de Noël : Betty (Nicola Cavendish (en))
- 2016 : Un mari avant Noël : Bitsy Tate (Lee Garlington)
- 2017 : Small Crimes : Irma Denton (Jacki Weaver)
- 2017 : Un amour interdit : Elizabeth Conner (Kelly McGillis)
- 2022 : Coup de foudre et amnésie : Phillis (Ronica Sajnani)

#### Séries d'animation
- 1967-1968[n 5] : Princesse Saphir : la reine (1re voix) et le prince Thibaut (2e voix)
- 1978 : Albator, le corsaire de l'espace : Erossa
- 1978-1980 : Candy Candy : Patricia « Patty » O'Brian / Suzanne Marlow (1re apparition)
- 1979-1980[n 6] : Le Tour du monde de Lydie (en) : la narratrice et Cathy (doublage vidéo seulement[9])
- 1980 : Ulysse 31 : Galatée et Sirène
- 1981 : Archibald le Magichien : voix additionnelles (création de voix)
- 1983-1984[n 7] : Tommy et Magalie : Elisa
- 1983-1990 : Alvin et les Chipmunks : Mue et Vinny
- 1984 : Blondine au pays de l'arc-en-ciel : Rayon de Lune, Rose bonbon et Indigo
- 1984-1985 : Crocus : Grace, Barbara et Misa
- 1985 : Pole Position : Jimmy (création de voix, épisode 9)
- 1985 : Princesse Sarah : Becky
- 1986 : Les Popples : Puffball, Potato Chips et la mère de Billy et Bonnie
- 1986 : Susy aux fleurs magiques : la grand-mère de Gertrude (épisode 12)
- 1986-1988 : Denis la Malice : Bibi
- 1987 : Rahan, fils des âges farouches : Trank (création de voix, épisode 4)
- 1987 : Fraggle Rock... and Roll (en)[10] : Maggy
- 1987 : Diplodo : Pierre
- 1987 : Gwendoline : Brenda et Cathy
- 1987-1988 : Bécébégé : Bianca
- 1988[n 8] : Vampire Princess Miyu : la mère de Miyu, Ryoko et Kayo (OAV)
- 1988-1991 : Les Muppet Babies : Miss Piggy (2e voix, saisons 3 à 7)
- 1989 : SOS Polluards : la princesse Lila
- 1990 : He-man, le héros du futur : Drissi
- 1992 : Graine de champion : Lisa
- 1994-1996 : Doug : Theda (la mère de Doug), Connie, Willie et Larry
- 1995 : L'Histoire sans fin : Saiya (épisode 11), Altéa (épisode 18), Ezra (épisode 19) et Houchtou (épisode 20)
- 1995-2001 : Petit Ours : Emily et Maman Ours
- 1996 : Un garçon formidable : la mère de Victor et la grand-mère
- 1997 : Les Graffitos : Stella Stickler, Russell, Mlle Mobley, Melody et Mme Salazar
- 1997 : Princesse Sissi : Mathilde (création de voix)
- 1997-2001 : La Cour de récré : Miss Muriel Finster, Sam la taupe, Miss Lemon et Cochon-Pendu
- 1998-2001 : Bob et Margaret (en)[11] : Penny
- 1999-2002 : Tweenies : Judy et Iggles
- 2001[n 9] : X : la grand-mère de Yuzuriha
- 2005 : Avatar, le dernier maître de l'air : Kanna dite « Mabuba »
- 2006-2010 : Petite Princesse : la reine et la servante
- 2012-2014 : La Légende de Korra : Katara
- 2020 : Solar Opposites : Lorraine (saison 1, épisode 8)
- 2021-2024 : Star Wars: The Bad Batch : Ciddarin « Cid » Scaleback
- depuis 2021 : Gabby et la Maison magique : Mamicha (la grand-mère de Sacha)
- 2023-2025 : My Happy Marriage : voix additionnelles
- 2024 : T・P Bon (en) : Hana Yamada

### Jeux vidéo
- 1998 : Heart of Darkness : la mère d'Andy
- 2005 : God of War : la narratrice[n 10]
- 2006 : Star Wars: Empire at War : Mon Mothma
- 2007 : God of War II : la narratrice / Gaïa[n 10]
- 2008 : God of War: Chains of Olympus : la narratrice[n 10]
- 2008 : Star Wars: The Clone Wars - Duels au sabre laser : Jocasta Nu
- 2009 : Star Wars: The Clone Wars - Les Héros de la République : Jocasta Nu
- 2010 : God of War III : la narratrice / Gaïa[n 10]
- 2010 : God of War: Ghost of Sparta : la narratrice[n 10]
- 2013 : God of War: Ascension : la narratrice[n 10]
- 2024 : Star Wars Outlaws : voix additionnelles